# Sân bay Fertilia
Sân bay Fertilia hay Sân bay Alghero (IATA: AHO, ICAO: LIEA) là một sân bay cách thành phố Alghero 4–5 km về phía bắc, ở phía bắc Sardinia, Italia. Đây là một trong 3 sân bay chính ở Sardinia, hai sân bay kia là Olbia ở đông bắc và gần Cagliari ở phía nam.
Số lượng khách nội địa từ 9 tỉnh của Italia đi lại sân bay này đạt 600.000 lượt hàng năm từ năm 2000-2004, còn 15 điểm kết nối quốc tế đạt lưu lượng 100.000 lên 400.000 từ năm 2000-2004, do đó tổng lượng khách ở sân bay này năm 2004 đạt tổng cộng 1 triệu lượt.
Sân bay này do SOGEAAL (Societa di Gestione Aeroporto Di Alghero) vận hành.

## Các hãng hàng không và các tuyến điểm
| Hãng hàng không         | Các điểm đến                                                                                        |
| ----------------------- | --------------------------------------------------------------------------------------------------- |
| Air Nostrum             | Thuê chuyến theo mùa: Dublin (từ 2/6/2018)                                                          |
| Alitalia                | Milan–Linate                                                                                        |
| Atlantic Airways        | Thuê chuyến theo mùa: Copenhagen                                                                    |
| BH Air                  | Thuê chuyến theo mùa: Sofia                                                                         |
| Blue Air                | Rome–Fiumicino, Turin                                                                               |
| Corendon Dutch Airlines | Theo mùa: Amsterdam, Maastricht/Aachen                                                              |
| easyJet                 | London–Luton Theo mùa: Geneva, Milan–Malpensa, Venice, Naples, Berlin                               |
| Jet Time                | Thuê chuyến theo mùa: Billund, Helsinki, Växjö                                                      |
| Mistral Air             | Theo mùa: Ancona, Cuneo                                                                             |
| Ryanair                 | Bergamo, Bologna, Bratislava, Eindhoven, Pisa Theo mùa: Charleroi, Hahn, London–Stansted, Memmingen |
| SmartWings              | Theo mùa: Prague                                                                                    |
| TUI Airways             | Theo mùa: Birmingham, Sân bay London–Gatwick, Manchester                                            |
| TUI fly Nordic          | Thuê chuyến theo mùa: Copenhagen, Gothenburg, Sân bay Oslo–Gardermoen, Stockholm–Arlanda            |
| Volotea                 | Theo mùa: Genoa, Venice, Verona, Naples, Madrid                                                     |
| Wizz Air                | Bucharest Theo mùa: Budapest, Katowice, Warsaw–Chopin                                               |